# Ichneumon veressi
Ichneumon veressi là một loài tò vò trong họ Ichneumonidae.